# 切阳什姐
切阳什姐（藏語：ཆོས་དབྱིངས་སྐྱིད།，威利转写：chos dbyings skyid，藏语拼音：Qoiying Gyi，1990年11月11日—），藏族，青海省海北藏族自治州海晏县人，中国女子竞走运动员，为青海省第一位奥运冠军和世界第一位藏族奥运冠军。

## 生平
切阳什姐於1990年11月生在青海省海晏县甘子河乡一個藏族牧民家庭。
2006年9月，切阳什姐进入了青海省体育运动学校，於2008年5月，进入了青海省体工一大队，於2010年6月，进入国家队集训。于2010年7月，入选了国家田径队，在同年举行的北京国际竞走挑战赛暨全国竞走竞标赛的女子竞走20公里项目中，以1小时30分33秒的成绩获得国内第一名。2011年在太仓市举行的国际田联竞走挑战赛暨全国竞走冠军赛上，以1小时28分04秒的成绩获得女子20公里第二名。2011年8月，切阳什姐代表国家队出征大邱田径锦标赛，成为第一个出现在世界田径锦标赛赛场上的青海运动员。2012年夏季奧林匹克運動會田徑女子20公里競走比賽中原本获得铜牌，用时1:25:16，并且打破该项目亚洲纪录，是历史上首位获得奖牌的藏族奥运选手。由于当时获得亚军的俄罗斯选手奥莉加·卡尼斯金娜2016年3月因查处服用违禁药物被剥夺银牌，切阳什姐递补获得银牌。2022年3月21日，2012年伦敦奥运会女子20公里竞走冠军、俄罗斯选手叶连娜·拉什马诺娃因违规服用兴奋剂，被国际田联取消成绩，切阳什姐于2022年5月27日被国际田联认证递补获得金牌，并成为首位获得奥运金牌的青海省选手和藏族选手。2023年3月30日，国际奥委会执委会承認切阳什姐递补获得2012年伦敦奥运会女子20公里竞走金牌，递补奥运奖牌颁奖仪式于2023年10月4日晚在杭州奥体中心体育场举行，而当天早些时候切阳什姐亦在杭州亚运会混合35公里竞走项目中随中国队夺冠。
2016年奥运会女子20公里比赛中获得第五名（用时1:29:04），2020年奥运会女子20公里比赛中获得第七名（用时1:31:04）。
切阳什姐获全国三八红旗手、青海省三八红旗手、青海省青年五四奖章等荣誉称号。

## 外部連結
- 切阳什姐在的頁面